# مارک پرودو
مارک پرودو (انگلیسی: Mark Prudhoe؛ زادهٔ ۸ نوامبر ۱۹۶۳) بازیکن فوتبال سابق اهل انگلستان است که در پست دروازه‌بان بازی می‌کرد.
از باشگاه‌هایی که در آن بازی کرده‌است می‌توان به باشگاه فوتبال شفیلد ونزدی، باشگاه فوتبال برادفورد سیتی، باشگاه فوتبال بیرمنگام سیتی، باشگاه فوتبال والسال، باشگاه فوتبال لیورپول، باشگاه فوتبال گریمزبی تاون، باشگاه فوتبال ساندرلند، باشگاه فوتبال بریستول سیتی، باشگاه فوتبال هارتل پول یونایتد، و باشگاه فوتبال کارلایل یونایتد، باشگاه فوتبال یورک سیتی، باشگاه فوتبال پیتربورو یونایتد، باشگاه فوتبال دونکستر راورز، باشگاه فوتبال مکلسفیلد تاون، باشگاه فوتبال ساوتند یونایتد، باشگاه فوتبال استوک سیتی، باشگاه فوتبال هارتل پول یونایتد، و باشگاه فوتبال برادفورد سیتی اشاره کرد.